# Kannelmäki vasútállomás
Kannelmäki vasútállomás Finnországban, Helsinki településen található.

## Vasútvonalak
Az állomást az alábbi vasútvonalak érintik:
- Huopalahti–Vantaankoski-vasútvonal

## Kapcsolódó állomások
A vasútállomáshoz az alábbi állomások vannak a legközelebb:
- Pohjois-Haaga vasútállomás (Helsinki Central, dél, I Helsinki < Lentoasema < Helsinki)
- Malminkartano vasútállomás (Helsinki Central, észak, P Helsinki - Lentoasema- Helsinki, Lentoasema vasútállomás)